# Zaprionus montanus
Zaprionus montanus är en tvåvingeart som beskrevs av Collart 1937. Zaprionus montanus ingår i släktet Zaprionus och familjen daggflugor. Inga underarter finns listade i Catalogue of Life.